# Sistema Kidd
Il sistema Kidd è uno dei 38 gruppi sanguigni umani; l'antigene Jk si trova su una proteina responsabile del trasporto di urea nei globuli rossi e nei reni.
Il gene che codifica questa proteina si trova sul cromosoma 18. I tre alleli Jk sono Jka, Jkb e Jk3.
Una malattia associata all'antigene Jk è la malattia emolitica del neonato, in cui il corpo di una donna incinta crea anticorpi contro il sangue del suo feto, portando alla distruzione delle cellule del sangue fetale. La malattia emolitica del neonato associata agli anticorpi Jk è in genere lieve, sebbene siano stati riportati casi fatali. Gli anticorpi Kidd sono hanno un ruolo verso gli antigeni di istocompatibilità nei trapianti renali e in alcuni casi possono essere responsabili del rigetto di allotrapianto.
Jka è stato scoperto da Allen nel 1951 e prende il nome da una paziente che ha partorito un bambino con malattia emolitica del neonato associata ad un anticorpo diretto contro l'antigene Jka. Jkb è stato scoperto da Plant nel 1953.
Gli individui a cui manca l'antigene Jk (Jka-b- o Jknull) non sono in grado di concentrare al massimo le loro urine.
Il sistema Kidd comprende tre antigeni su una glicoproteina con 10 domini transmembrana, domini N-terminale e C-terminale nel citoplasma e un sito di N-glicosilazione extracellulare.
Il gene Kidd (SLC14A1) si trova sul cromosoma 18q12.3 e ha 11 esoni, di cui quelli dal 4 all'11 che codificano per la proteina matura.